# Norges Automobil-Forbund
Norges Automobil-Forbund (NAF) er en norsk medlemsorganisation, som blandt andet arbejder indenfor transport, kollektiv trafik og bedre veje. Foreningen blev stiftet 21. maj 1924, og havde ved udgangen af 2015 over 500.000 medlemmer, fordelt på 71 lokalafdelinger.
NAF ejer og driver Skandinaviens største køretekniske anlæg, som er beliggende på Vålerbanen.